# メガマインド
『メガマインド』（Megamind）は、2010年のアメリカ合衆国の3DCGアニメーション映画である。ドリームワークス・アニメーションが製作、パラマウント映画が配給を務めた。日本では劇場未公開で、ソフト発売もされていないが、2024年6月現在ではデジタル配信版が鑑賞可能である。2016年2月27日に日本のディズニーXDで放送された。

## ストーリー
悪の天才メガマインドはメトロシティを守る宿敵のスーパーヒーロー、メトロマンに勝負を挑んでは撃退される日々を送っていたが、ある日偶然メガマインドがメトロマンを骨にして倒してしまう。
生き甲斐を失ったメガマインドはメトロマンミュージアムをさまよい、メトロマンの恋人と噂されていたTVリポーターのロクサーヌがいたため事務員バーナードの姿を借りる。ロクサーヌとの会話でメガマインドは新しいヒーローを作ろうとするが、手違いでカメラマンのダメ男ハルにヒーローの能力を与えてしまった。
メガマインドはハルの宇宙人の父親としてハルを鍛えながら、バーナードの姿でロクサーヌと心を通わせていく。しかし、ハルは能力を私利私欲に悪用してメトロシティを支配しようとし、混乱したメガマインドはロクサーヌと共に事態を収拾しようとする。

## 登場人物
メガマインドウィル・フェレル（日本語吹き替え：山寺宏一）
主人公である科学とエンターテイナーの才能を持つ悪の天才で、巨大な頭部と青い肌の宇宙人。悪党を気取るが、悪役をアイデンティティーとして育っただけで根は素直であり、人死になどの悪事は好まない。
赤ん坊の頃に爆発寸前の星から地球に送られ、刑務所で囚人に育てられた。人気者のメトロマンに除け者にされて育ち、メトロマンと自分が正義のヒーローと悪のライバルの運命にあると信じて悪事を働いていたが、メトロマンの死に際して「ヒーローと戦う悪役」のアイデンティティーを喪失してしまう。
メトロマンブラッド・ピット（日本語吹き替え：東地宏樹）
スーパーパワーを持つメトロシティのヒーロー。自信に溢れたメトロシティのアイドル的存在。
赤ん坊の頃に爆発寸前の星から地球に送られ、裕福な養親の愛情を受けて育った。実は銅が弱点で、メガマインドに思いがけず銅張りの建物に閉じ込められ、スーパーパワーが使えず爆死してしまう。
実は音楽家になる夢がある。
ロクサーヌ・リッチティナ・フェイ（日本語吹き替え：甲斐田裕子）
メトロシティのTVリポーターで、メトロシティを愛する知的な美女。メトロマンの恋人と言われているが、実はただの友人。
ハル/タイタンジョナ・ヒル（日本語吹き替え：木村昴）
メトロシティのカメラマン。下品で頭が悪く、ロクサーヌのことが好きだが相手にされていない。
後にメガマインドからスーパーパワーと「タイタン(Titan)」のヒーローネームを与えられたが、ハル本人はそれを聞き違え「タイトン(Tighten/ぴっちり)」と名乗っている。
コブンギョデヴィッド・クロス（日本語吹き替え：真殿光昭）
メガマインドの相棒で、赤ん坊のメガマインドに両親がお世話役として与えた魚型宇宙人。
バーナードベン・スティラー（日本語吹き替え：津田健次郎）
メトロマンミュージアムの事務員。感情の起伏が少ない仕事人間。
メガマインドの父ジャスティン・セロー
メガマインドの母ジェシカ・シュルテ
スコット卿 (メトロマンの父)トム・マクグラス
レディ・スコット (メトロマンの母)エミリー・ノードウィンド
所長J・K・シモンズ（日本語吹き替え：稲垣隆史）
その他声の出演：竹田雅則、竹村叔子、冨樫かずみ、瑚海みどり、朝倉栄介、稲葉実、堀越真己、堀江一眞、志村知幸、喜山茂雄、菊池こころ、平田真菜

## 製作
当初は『マスター・マインド』（Master Mind）という題だったが、後に『ウーバーマインド』(Oobermind）となり、更に変更されて正式な『メガマインド』（Megamind）となった。当初、メガマインド役にはロバート・ダウニー・Jrがキャスティングされていたが、スケジュールの都合の為にウィル・フェレルに代わった。

## 公開・マーケティング
『メガマインド』は2010年10月28日にロシアで初公開され、2010年11月5日に米国で劇場公開された。

## 日本
2011年3月12日に日本で公開される予定だったが、前日の地震と津波のため、日本での公開は中止された。

## 興行収入
公開初週の興行成績は約4600万ドルを記録し、初登場1位となった。アメリカ及びカナダにおけるドリームワークスの興行収入としては、9番目に高いオープニング成績であり、北米における2010年公開のアニメの興行収入としては5番目の成績となった。

## 評価
レビュー・アグリゲーターのRotten Tomatoesでは182件のレビューで支持率は72%、平均点は6.70/10となった。Metacriticでは33件のレビューを基に加重平均値が63/100となった。

## サウンドトラック
2010年11月2日にレイクショア・レコーズよりサウンドトラック盤が発売される。
1. "Giant Blue Head" by ハンス・ジマー、ローン・バルフ
2. "Tightenville (Hal's Theme)" by ハンス・ジマー、ローン・バルフ
3. "Bad to the Bone" by George Thorogood and the Destroyers
4. "Stars and Tights" by ハンス・ジマー、ローン・バルフ
5. "Crab Nuggets" by ハンス・ジマー、ローン・バルフ
6. "A Little Less Conversation (Junkie XL Remix)" by エルヴィス・プレスリー
7. "Mel-On-Cholly" by ハンス・ジマー、ローン・バルフ
8. "Ollo" by ハンス・ジマー、ローン・バルフ
9. "Roxanne (Love Theme)" by ハンス・ジマー、ローン・バルフ
10. "Alone Again (Naturally)" by ギルバート・オサリバン
11. "Drama Queen" by ハンス・ジマー、ローン・バルフ
12. "Rejection in the Rain" by ハンス・ジマー、ローン・バルフ
13. "Lovin' You" by ミニー・リパートン
14. "Black Mamba" by ハンス・ジマー、ローン・バルフ
15. "Game Over" by ハンス・ジマー、ローン・バルフ
16. "I'm the Bad Guy" by ハンス・ジマー、ローン・バルフ
17. "Evil Lair" by ハンス・ジマー、ローン・バルフ

以下はサウンドトラック未収録楽曲。
- "Miss America" by バーニー・ウェイン
- "バック・イン・ブラック" by AC/DC
- "地獄のハイウェイ" by AC/DC
- "クレイジー・トレイン" by オジー・オズボーン
- "ミスター・ブルー・スカイ" by エレクトリック・ライト・オーケストラ
- "ウェルカム・トゥ・ザ・ジャングル" by ガンズ・アンド・ローゼズ
- "バッド" by マイケル・ジャクソン
- "カム・アズ・ユー・アー" by ニルヴァーナ（メトロマンがカバー）

## 続編
2024年には、"Megamind vs. the Doom Syndicate (en) " という続編映画と、"Megamind Rules!" というテレビシリーズがリリースされたが、双方ともに評価は芳しくない。